# Ronde van Beieren 2015
De 36e editie van de Ronde van Beieren vond in 2015 plaats van 13 mei tot en met 17 mei. De start was in Regensburg, de finish in Neurenberg. De ronde maakte deel uit van de UCI Europe Tour 2015, in de categorie 2.HC. In 2014 won de Welshman Geraint Thomas. Deze editie werd gewonnen door de Brit Alex Dowsett.

## Deelnemende ploegen
| WorldTour         | ProContinentaal        | Continentaal         |
| ----------------- | ---------------------- | -------------------- |
| Giant-Alpecin     | Bora-Argon 18          | Bike Aid             |
| Cannondale-Garmin | Cofidis                | Heizomat             |
| IAM Cycling       | Colombia               | LKT Team Brandenburg |
| Katjoesja         | Cult Energy            | Rad-Net Rose         |
| Movistar          | MTN-Qhubeka            | Stölting             |
|                   | Roompot Oranje Peloton | Stuttgart            |
|                   | Southeast              |                      |
|                   | Wanty-Groupe Gobert    |                      |

## Etappe-overzicht
| etappe | datum  | start      | finish     | type                | afstand  | winnaar        | klassementsleider |
| ------ | ------ | ---------- | ---------- | ------------------- | -------- | -------------- | ----------------- |
| 1e     | 13 mei | Regensburg | Waldsassen | Vlakke rit          | 221,3 km | Sam Bennett    | Sam Bennett       |
| 2e     | 14 mei | Waldsassen | Selb       | Heuvelrit           | 179,5 km | John Degenkolb | John Degenkolb    |
| 3e     | 15 mei | Selb       | Ebern      | Heuvelrit           | 205,9 km | Sam Bennett    | Sam Bennett       |
| 4e     | 16 mei | Haßfurt    | Haßfurt    | Individuele tijdrit | 26,1 km  | Alex Dowsett   | Alex Dowsett      |
| 5e     | 17 mei | Haßfurt    | Neurenberg | Heuvelrit           | 197,8 km | John Degenkolb | Alex Dowsett      |

## Etappe-uitslagen

### 1e etappe
| Regensburg - Waldsassen (221,3 km) |                             |                      |          |
| Plaats                             | Naam                        | Ploeg                | Tijd     |
| Winnaar                            | Sam Bennett                 | Bora-Argon 18        | 5u30'39" |
| 2                                  | Nacer Bouhanni              | Cofidis              | z.t.     |
| 3                                  | John Degenkolb              | Giant-Alpecin        | z.t.     |
| 4                                  | Ramon Sinkeldam             | Giant-Alpecin        | z.t.     |
| 5                                  | Willi Willwohl              | LKT Team Brandenburg | z.t.     |
| 6                                  | Enrique Sanz                | Movistar             | z.t.     |
| 7                                  | Jonas Van Genechten         | IAM Cycling          | z.t.     |
| 8                                  | Reinardt Janse van Rensburg | MTN-Qhubeka          | z.t.     |
| 9                                  | Enrico Gasparotto           | Wanty-Groupe Gobert  | z.t.     |
| 10                                 | Marco Marcato               | Wanty-Groupe Gobert  | z.t.     |

| Algemeen klassement |                     |                      |          |
| Plaats              | Naam                | Ploeg                | Tijd     |
| Gele trui           | Sam Bennett         | Bora-Argon 18        | 5u30'29" |
| 2                   | Edoeard Vorganov    | Katjoesja            | + 3"     |
| 3                   | Jonas Koch          | Rad-Net Rose         | z.t.     |
| 4                   | Nacer Bouhanni      | Cofidis              | + 4"     |
| 5                   | John Degenkolb      | Giant-Alpecin        | + 6"     |
| 6                   | Rodolfo Torres      | Colombia             | + 8"     |
| 7                   | Johannes Weber      | Stuttgart            | z.t.     |
| 8                   | Ramon Sinkeldam     | Giant-Alpecin        | + 10"    |
| 9                   | Willi Willwohl      | LKT Team Brandenburg | z.t.     |
| 10                  | Enrique Sanz        | Movistar Team        | z.t.     |
|                     |                     |                      |          |
| 11                  | Jonas Van Genechten | IAM Cycling          | z.t.     |

### 2e etappe
| Waldsassen - Selb (179,5 km) |                             |                        |          |
| Plaats                       | Naam                        | Ploeg                  | Tijd     |
| Winnaar                      | John Degenkolb              | Giant-Alpecin          | 4u25'06" |
| 2                            | Nacer Bouhanni              | Cofidis                | z.t.     |
| 3                            | Enrique Sanz                | Movistar               | z.t.     |
| 4                            | Sam Bennett                 | Bora-Argon 18          | z.t.     |
| 5                            | Ramūnas Navardauskas        | Cannondale-Garmin      | z.t.     |
| 6                            | Willi Willwohl              | LKT Team Brandenburg   | z.t.     |
| 7                            | Jonas Van Genechten         | IAM Cycling            | z.t.     |
| 8                            | Enrico Gasparotto           | Wanty-Groupe Gobert    | z.t.     |
| 9                            | Reinardt Janse van Rensburg | MTN-Qhubeka            | z.t.     |
| 10                           | Dylan Groenewegen           | Roompot Oranje Peloton | z.t.     |

| Algemeen klassement |                     |                     |          |
| Plaats              | Naam                | Ploeg               | Tijd     |
| Gele trui           | John Degenkolb      | Giant-Alpecin       | 9u55'31" |
| 2                   | Nacer Bouhanni      | Cofidis             | + 2"     |
| 3                   | Sam Bennett         | Bora-Argon 18       | + 4"     |
| 4                   | Jonas Koch          | Rad-Net Rose        | + 6"     |
| 5                   | Edoeard Vorganov    | Katjoesja           | + 7"     |
| 6                   | Enrique Sanz        | Movistar Team       | + 10"    |
| 7                   | Marco Minnaard      | Wanty-Groupe Gobert | z.t.     |
| 8                   | Jasha Sütterlin     | Movistar Team       | + 11"    |
| 9                   | Johannes Weber      | Stuttgart           | + 12"    |
| 10                  | Rodolfo Torres      | Colombia            | z.t.     |
|                     |                     |                     |          |
| 13                  | Jonas Van Genechten | IAM Cycling         | + 14"    |

### 3e etappe
| Selb - Ebern (205,9 km) |                             |                        |          |
| Plaats                  | Naam                        | Ploeg                  | Tijd     |
| Winnaar                 | Sam Bennett                 | Bora-Argon 18          | 4u59'33" |
| 2                       | Nacer Bouhanni              | Cofidis                | z.t.     |
| 3                       | Ramūnas Navardauskas        | Cannondale-Garmin      | z.t.     |
| 4                       | Enrique Sanz                | Movistar               | z.t.     |
| 5                       | Jonas Van Genechten         | IAM Cycling            | z.t.     |
| 6                       | Marco Marcato               | Wanty-Groupe Gobert    | z.t.     |
| 7                       | John Degenkolb              | Giant-Alpecin          | z.t.     |
| 8                       | Christophe Laporte          | Cofidis                | + 2"     |
| 9                       | Reinardt Janse van Rensburg | MTN-Qhubeka            | z.t.     |
| 10                      | Fabian Wegmann              | Cult Energy            | z.t.     |
|                         |                             |                        |          |
| 12                      | Dylan Groenewegen           | Roompot Oranje Peloton | z.t.     |

| Algemeen klassement |                      |                     |           |
| Plaats              | Naam                 | Ploeg               | Tijd      |
| Gele trui           | Sam Bennett          | Bora-Argon 18       | 14u54'58" |
| 2                   | Nacer Bouhanni       | Cofidis             | + 2"      |
| 3                   | John Degenkolb       | Giant-Alpecin       | + 3"      |
| 4                   | Jonas Koch           | Rad-Net Rose        | + 14"     |
| 5                   | Edoeard Vorganov     | Katjoesja           | + 15"     |
| 6                   | Enrique Sanz         | Movistar            | + 16"     |
| 7                   | Ramūnas Navardauskas | Cannondale-Garmin   | z.t.      |
| 8                   | Jack Bauer           | Cannondale-Garmin   | + 18"     |
| 9                   | Marco Minnaard       | Wanty-Groupe Gobert | z.t.      |
| 10                  | Jasha Sütterlin      | Movistar Team       | + 19"     |
|                     |                      |                     |           |
| 11                  | Jonas Van Genechten  | IAM Cycling         | + 20"     |

### 4e etappe
| Haßfurt - Haßfurt (26,1 km (ITT)) |                      |                        |        |
| Plaats                            | Naam                 | Ploeg                  | Tijd   |
| Winnaar                           | Alex Dowsett         | Movistar Team          | 31'33" |
| 2                                 | Tiago Machado        | Katjoesja              | + 1"   |
| 3                                 | Jan Bárta            | Bora-Argon 18          | + 16"  |
| 4                                 | Ramūnas Navardauskas | Cannondale-Garmin      | + 26"  |
| 5                                 | Dylan van Baarle     | Cannondale-Garmin      | + 29"  |
| 6                                 | Nils Politt          | Stölting               | + 31"  |
| 7                                 | Larry Warbasse       | IAM Cycling            | + 46"  |
| 8                                 | Jack Bauer           | Cannondale-Garmin      | + 48"  |
| 9                                 | Gustav Larsson       | Cult Energy            | + 50"  |
| 10                                | Berden de Vries      | Roompot Oranje Peloton | + 51"  |
|                                   |                      |                        |        |
| 20                                | Frederik Backaert    | Wanty-Groupe Gobert    | 1'15"  |

| Algemeen klassement |                      |                     |           |
| Plaats              | Naam                 | Ploeg               | Tijd      |
| Gele trui           | Alex Dowsett         | Movistar Team       | 15u26'05" |
| 2                   | Tiago Machado        | Katjoesja           | + 2"      |
| 3                   | Jan Bárta            | Bora-Argon 18       | + 17"     |
| 4                   | Ramūnas Navardauskas | Cannondale-Garmin   | + 22"     |
| 5                   | Dylan van Baarle     | Cannondale-Garmin   | + 31"     |
| 6                   | Nils Politt          | Stölting            | + 32"     |
| 7                   | Jack Bauer           | Cannondale-Garmin   | + 46"     |
| 8                   | Larry Warbasse       | IAM Cycling         | + 47"     |
| 9                   | Gustav Larsson       | Cult Energy         | + 52"     |
| 10                  | Jasha Sütterlin      | Movistar Team       | + 53"     |
|                     |                      |                     |           |
| 17                  | Frederik Backaert    | Wanty-Groupe Gobert | 1'16"     |

### 5e etappe
| Haßfurt - Neurenberg (197,8 km) |                             |                        |          |
| Plaats                          | Naam                        | Ploeg                  | Tijd     |
| Winnaar                         | John Degenkolb              | Giant-Alpecin          | 4u40'38" |
| 2                               | Rüdiger Selig               | Katjoesja              | z.t.     |
| 3                               | Sam Bennett                 | Bora-Argon 18          | z.t.     |
| 4                               | Dylan Groenewegen           | Roompot Oranje Peloton | z.t.     |
| 5                               | Michael Carbel              | Cult Energy            | z.t.     |
| 6                               | Reinardt Janse van Rensburg | MTN-Qhubeka            | z.t.     |
| 7                               | Rafael Andriato             | Southeast              | z.t.     |
| 8                               | Jonas Van Genechten         | IAM Cycling            | z.t.     |
| 9                               | Nacer Bouhanni              | Cofidis                | z.t.     |
| 10                              | Ramūnas Navardauskas        | Cannondale-Garmin      | z.t.     |

## Eindklassementen
| Plaats    | Naam                        | Ploeg               | Tijd      |
| --------- | --------------------------- | ------------------- | --------- |
| Gele trui | Alex Dowsett                | Movistar Team       | 20u07'27" |
| 2         | Tiago Machado               | Katjoesja           | + 2"      |
| 3         | Jan Bárta                   | Bora-Argon 18       | + 18"     |
| 4         | Ramūnas Navardauskas        | Cannondale-Garmin   | + 22"     |
| 5         | Dylan van Baarle            | Cannondale-Garmin   | + 31"     |
| 6         | Nils Politt                 | Stölting            | + 33"     |
| 7         | Jack Bauer                  | Cannondale-Garmin   | + 46"     |
| 8         | Larry Warbasse              | IAM Cycling         | + 47"     |
| 9         | Gustav Larsson              | Cult Energy         | + 52"     |
| 10        | Jasha Sütterlin             | Movistar Team       | + 53"     |
| 11        | Enrico Gasparotto           | Wanty-Groupe Gobert | + 1'01"   |
| 12        | Vjatsjeslav Koeznetsov      | Katjoesja           | + 1'03"   |
| 13        | Lennard Kämna               | Stölting            | + 1'06"   |
| 14        | Reinardt Janse van Rensburg | MTN-Qhubeka         | + 1'16"   |
| 15        | Javier Moreno               | Movistar Team       | + 1'18"   |
| 16        | Rasmus Quaade               | Cult Energy         | + 1'22"   |
| 17        | Edoeard Vorganov            | Katjoesja           | + 1'26"   |
| 18        | Frederik Backaert           | Wanty-Groupe Gobert | + 1'27"   |
| 19        | Linus Gerdemann             | Cult Energy         | + 1'44"   |
| 20        | Jegor Silin                 | Katjoesja           | + 1'46"   |

| Plaats      | Naam                | Ploeg               | Punten |
| ----------- | ------------------- | ------------------- | ------ |
| Blauwe trui | John Degenkolb      | Giant-Alpecin       | 16     |
| 2           | Edoeard Vorganov    | Katjoesja           | 16     |
| 3           | Sam Bennett         | Bora-Argon 18       | 15     |
|             |                     |                     |        |
| 8           | Marco Minnaard      | Wanty-Groupe Gobert | 4      |
| 27          | Jonas Van Genechten | IAM Cycling         | 1      |

| Plaats    | Naam               | Ploeg               | Punten |
| --------- | ------------------ | ------------------- | ------ |
| Rode trui | Frederik Veuchelen | Wanty-Groupe Gobert | 13     |
| 2         | Simone Antonini    | Wanty-Groupe Gobert | 9      |
| 3         | Louis Meintjes     | MTN-Qhubeka         | 9      |
|           |                    |                     |        |
| 4         | Marco Minnaard     | Wanty-Groupe Gobert | 6      |

| Plaats     | Naam             | Ploeg             | Tijd      |
| ---------- | ---------------- | ----------------- | --------- |
| Witte trui | Dylan van Baarle | Cannondale-Garmin | 20u08'00" |
| 2          | Nils Politt      | Stölting          | + 2"      |
| 3          | Jasha Sütterlin  | Movistar Team     | + 22"     |

| Plaats | Ploeg                  | Tijd      |
| ------ | ---------------------- | --------- |
|        | Cannondale-Garmin      | 60u24'14" |
| 2      | Movistar Team          | + 16"     |
| 3      | Katjoesja              | + 27"     |
|        |                        |           |
| 7      | Wanty-Groupe Gobert    | + 3'01"   |
| 10     | Roompot Oranje Peloton | + 4'59"   |

## Klassementenverloop
| Etappe       | Winnaar        | Algemeen klassement · | Puntenklassement · | Bergklassement ·   | Jongerenklassement · | Ploegenklassement · |
| ------------ | -------------- | --------------------- | ------------------ | ------------------ | -------------------- | ------------------- |
| 1            | Sam Bennett    | Sam Bennett           | Jonas Koch         | Rodolfo Torres     | Jonas Koch           | Wanty-Groupe Gobert |
| 2            | John Degenkolb | John Degenkolb        | John Degenkolb     | Marco Minnaard     | Jonas Koch           | Wanty-Groupe Gobert |
| 3            | Sam Bennett    | Sam Bennett           | Sam Bennett        | Simone Antonini    | Jonas Koch           | Wanty-Groupe Gobert |
| 4            | Alex Dowsett   | Alex Dowsett          | Sam Bennett        | Simone Antonini    | Dylan van Baarle     | Cannondale-Garmin   |
| 5            | John Degenkolb | Alex Dowsett          | John Degenkolb     | Frederik Veuchelen | Dylan van Baarle     | Cannondale-Garmin   |
| 0Eindstanden | 0Eindstanden   | Alex Dowsett          | John Degenkolb     | Frederik Veuchelen | Dylan van Baarle     | Cannondale-Garmin   |

Etappewedstrijden

 Ster van Bessèges · 
 Ronde van de Algarve · 
 Ruta del Sol · 
 Ronde van de Haut-Var · 
 Driedaagse van West-Vlaanderen · 
 Internationale Wielerweek · 
 Internationaal Wegcriterium · 
 Driedaagse van De Panne-Koksijde · 
 Ronde van de Sarthe · 
 Ronde van Castilië en León · 
 Ronde van Trentino · 
 Ronde van Kroatië · 
 Ronde van Turkije · 
 Ronde van Yorkshire · 
 Ronde van Asturië · 
 Vierdaagse van Duinkerke · 
 Ronde van Azerbeidzjan · 
 Ronde van Madrid · 
 Ronde van Beieren · 
 Ronde van Picardië · 
 Ronde van Noorwegen · 
 World Ports Classic · 
 Tour des Fjords · 
 Ronde van Estland · 
 Ronde van België · 
 Ronde van Luxemburg · 
 Boucles de la Mayenne · 
 Ster ZLM Toer · 
 Ronde van Slovenië · 
 Route du Sud · 
 Sibiu Cycling Tour · 
 Ronde van Oostenrijk · 
 Ronde van Wallonië · 
 Ronde van Portugal · 
 Ronde van Burgos · 
 Ronde van Denemarken · 
 Ronde van de Ain · 
 Ronde van Tsjechië · 
 Arctic Race of Norway · 
 Ronde van de Limousin · 
 Ronde van Poitou-Charentes · 
 Ronde van Groot-Brittannië · 
 Ronde van Gévaudan Languedoc-Roussillon · 
 Eurométropole Tour
Eendaagse wedstrijden

 Trofeo Santanyí-Ses Salines-Campos · 
 Trofeo Andratx-Mirador d'Es Colomer · 
 Trofeo Serra de Tramuntana · 
 Trofeo Playa de Palma-Palma · 
 GP La Marseillaise · 
 Grote Prijs van de Etruskische Kust · 
 Ronde van Murcia · 
 Clásica de Almería · 
 Trofeo Laigueglia · 
 Omloop Het Nieuwsblad · 
 Classic Sud Ardèche · 
 GP Lugano · 
 La Drôme Classic · 
 Kuurne-Brussel-Kuurne · 
 Le Samyn · 
 Strade Bianche · 
 Ronde van Drenthe · 
 Dwars door Drenthe · 
 Nokere Koerse · 
 GP Nobili Rubinetterie · 
 Handzame Classic · 
 Ronde van Zeeland Seaports · 
 Classic Loire-Atlantique · 
 Grote Prijs van Cholet-Pays de Loire · 
 Dwars door Vlaanderen · 
 Classica Corsica · 
 Route Adélie de Vitré · 
 Grote Prijs Miguel Indurain · 
 Volta Limburg Classic · 
 Ronde van La Rioja · 
 Parijs-Camembert · 
 Scheldeprijs · 
 Klasika Primavera · 
 Brabantse Pijl · 
 GP Denain · 
 Ronde van de Finistère · 
 Tro Bro Léon · 
 La Roue Tourangelle · 
 Ronde van de Apennijnen · 
 Grote Prijs van de Somme · 
 Grote Prijs van Plumelec · 
 ProRace Berlin · 
 Boucles de l'Aulne · 
 GP Kanton Aargau · 
 Ronde van Keulen · 
 Ronde van Limburg · 
 Velothon Wales · 
 Halle-Ingooigem · 
 Trofeo Matteotti · 
 GP Cerami · 
 GP Industria & Artigianato-Larciano · 
 Prueba Villafranca de Ordizia · 
 Ronde van Toscane · 
 Circuito de Getxo · 
 Polynormande · 
 RideLondon Classic · 
 GP Stad Zottegem · 
 Arnhem-Veenendaal Classic · 
 GP Jef Scherens · 
 Druivenkoers Overijse · 
 Schaal Sels · 
 Brussels Cycling Classic · 
 GP Fourmies · 
 Velothon Stockholm · 
 Ronde van de Doubs · 
 Coppa Bernocchi · 
 Coppa Agostoni · 
 GP van Wallonië · 
 Kampioenschap van Vlaanderen · 
 Memorial Marco Pantani · 
 Grote Prijs Impanis-Van Petegem · 
 GP van Isbergues · 
 GP Industria & Commercio di Prato · 
 Omloop van het Houtland · 
 Duo Normand · 
 Ronde van de Drie Valleien · 
 Milaan-Turijn · 
 Ronde van Piemonte · 
 Ronde van het Münsterland · 
 Ronde van de Vendée · 
 Memorial Frank Vandenbroucke · 
 Coppa Sabatini · 
 Parijs-Bourges · 
 Ronde van Emilia · 
 GP Beghelli · 
 Parijs-Tours · 
 Nationale Sluitingsprijs · 
 Chrono des Nations